# Stockholm Quality Outlet

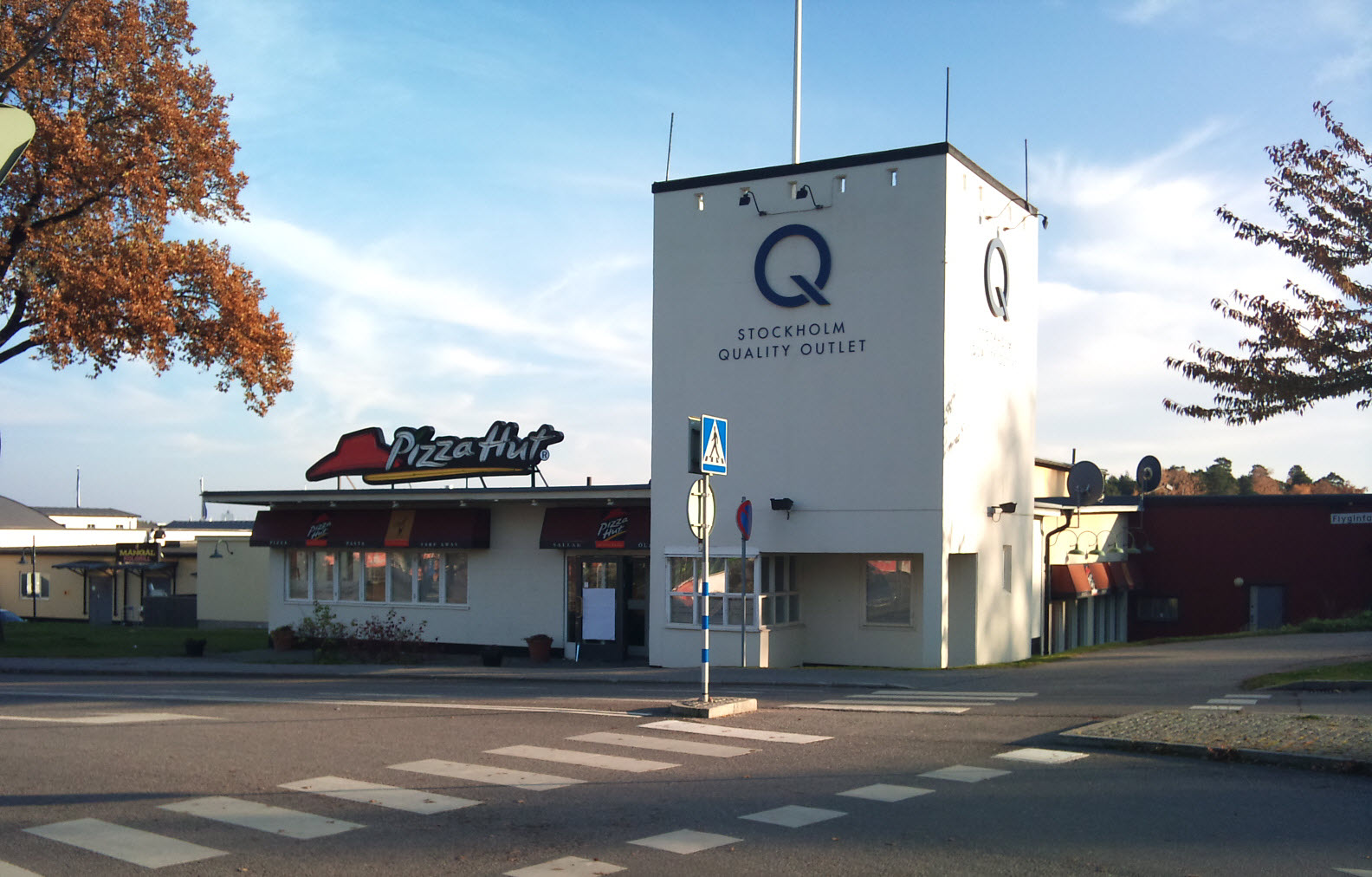
Stockholm Quality Outlet 2011.

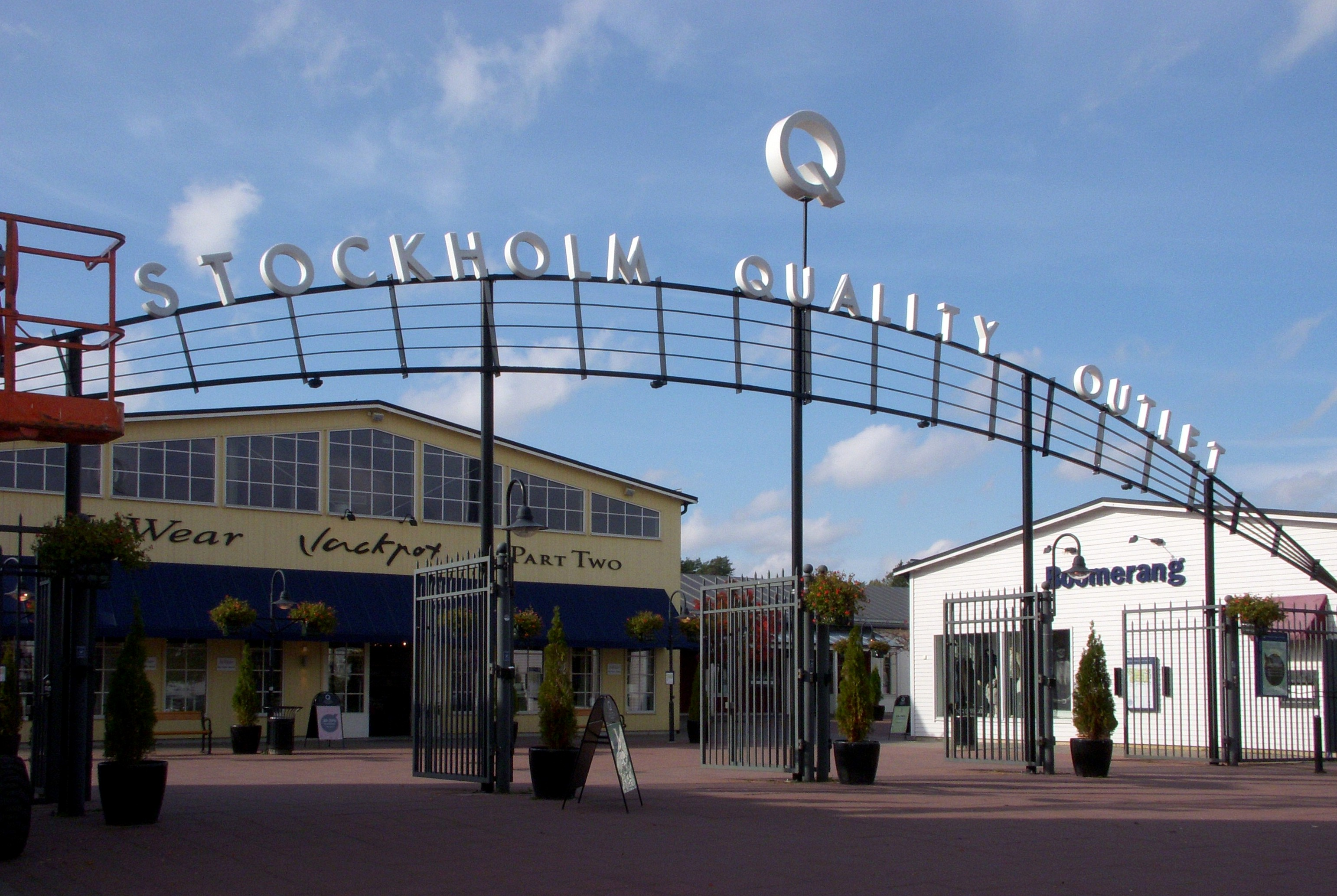
Stockholm Quality Outlet 2010.

Stockholm Quality Outlet är Sveriges första och för närvarande (2019) största outlet av premiumvarumärken. Området är beläget i Barkarby, Järfälla kommun, cirka 20 minuter från Stockholm city, i närheten av motorvägen E18. Stockholm Quality Outlet består idag (2022) av cirka 70 butiker med 200 varumärken som bland annat Hugo Boss, GANT, J.Lindberg, SAND, Filippa K, Morris, Sketchers, Haglöfs, Nudie jeans, Didrikssons, Björn Borg, Nike, Adidas, Lindt, m.fl. Stockholm Quality Outlet är en del av Barkarby handelsplats. Outleten byggdes ut 2016 med 17 nya butikslokaler och omfattar numer totalt ca 17 000 m2. Under 2021 öppnade Adidas och en Food hall med sex olika matkoncept.  
Barkarby handelsplats och Stockholm Quality Outlet är byggt på ett tidigare flygfält vilket präglar områdets karaktär. Flera av byggnaderna är k-märkta och kulturminnesskyddade.  
Hela Barkarby område genomgår en starkt expansiv fas där både bostäder och handel byggs ut och tunnelbana ska dras hit med planerad invigning december 2027. Även Förbifart Stockholm som dras precis i närheten kommer påverka området med positiva flöden. 
Området runt outleten präglas av Ikea och Bauhaus samt ett stort antal andra stora varuhus och affärer. 